# Oborniki
Oborniki este un oraș în Polonia.